# Rue de l'Enclos
La rue de l'Enclos est une artère du quartier Nord de la ville de Liège (Belgique) sur la rive gauche de la Meuse.

## Situation et description
Cette voie plate et rectiligne mesure environ 180 m, compte une quarantaine de maisons et immeubles et relie la rue Regnier-Poncelet à la rue Vivegnis. Elle est coupée en son centre par Jonruelle et applique un sens unique de circulation automobile dans le sens Vivegnis - Regnier-Poncelet. Une placette aménagée permet de rejoindre la rue Maghin toute proche.

## Toponymie
Le quartier était jadis dénommé l'enclos Jonruelle. Il était constitué de jardins utilisés par les habitants de la rue Vivegnis et traversé par une ruelle qui deviendra la voirie Jonruelle. Ces jardins individuels étaient clôturés formant ainsi des enclos. La rue prend sa dénomination actuelle en 1878.

## Architecture
Aux nos 13 et 15, deux petites maisons ont été construites en 1897 d'après les plans de Victor Rogister et comptent parmi les premières réalisations de l'architecte liégeois. Ces façades simples possèdent quelques éléments de décoration relatifs au style Art nouveau. Elles sont reprises à l'inventaire du patrimoine culturel immobilier de la Wallonie.
Au no 13, un sgraffite en deux parties et aux couleurs bleues, blanches et dorées représente deux anges et des colombes. Il est placé sous la corniche et reprend l'année de la construction : 1897 et le texte suivant en latin : IN TENUI LABOR, extrait d'une citation du poète latin  Virgile dans les Géorgiques : In tenui labor, at tenuis non gloria signifiant : Mince est le sujet, mais non la gloire de le traiter.
Au no 15, on remarque deux masques en pierre sculptée placés sur les arcs de décharge des baies du rez-de-chaussée. Le masque de gauche a une expression neutre (bouche horizontale) tandis que celui de droite émet une moue dubitative. Deux disques de pierre et quelques carrés taillés en pointe de diamant ornent aussi la façade.

## Voiries adjacentes
- Rue Vivegnis
- Jonruelle
- Rue Regnier-Poncelet
- Rue Maghin

### Sources et liens externes
- Claude Warzée, « Du prieuré Saint-Léonard à la fonderie de canons », sur Histoires de Liège, 14 février 2016 (consulté le 7 août 2023)
- « Saint-Léonard : L’histoire du quartier », sur saint-leonard.be (consulté le 10 janvier 2019)